# Kuschka
Die Kuschka (turkmenisch Guşgy) ist ein linker Nebenfluss des Murgab in Afghanistan und Turkmenistan (Zentralasien).
Sie entsteht am Zusammenfluss von Āq Robāţ und Galleh Chaghar im nordwestlichen Afghanistan an der Nordflanke des Selseleh-ye Safīd Kūh (antiker Name: Paropamisus). Von dort fließt sie anfangs in nordwestlicher, später in nördlicher Richtung durch den Norden der Provinz Herat
zur Grenze nach Turkmenistan. Dabei passiert sie die Stadt Koshk-e Kohneh. Etwa 10 km bildet der Fluss die Staatsgrenze. Am linken Flussufer liegt die afghanische Grenzstadt Toraghundi. Anschließend biegt die Kuschka in nordöstlicher Richtung nach Turkmenistan ab und passiert die Stadt Serhetabat. Im Unterlauf fließt sie nun in überwiegend nordnordöstlicher Richtung und mündet schließlich in den Murgab.
Die Kuschka hat eine Länge von 277 km. Sie entwässert ein Areal von 10.700 km². Der mittlere Abfluss an der Mündung beträgt 3,52 m³/s. In den Sommermonaten fällt der Flusslauf trocken.

## Hydrometrie
Mittlerer monatlicher Abfluss der Kuschka (in m³/s) am Pegel Chil Dukhtaran
gemessen von 1970–1978